# びっくりドンキー
びっくりドンキーは、株式会社アレフが日本全国に展開するハンバーグレストラン。1968年（昭和43年）12月15日に創業し、1976年（昭和51年）7月に設立された。

## 沿革
- 1967年（昭和42年）：創業者 庄司昭夫が「商業界」セミナーに参加。札幌、福島、和歌山、大阪などの先輩経営者を訪問し数々の教えを学ぶ。その際に出会った大阪のハンバーガー店で修業する。
- 1968年（昭和43年）：ハンバーガー店での修業を終え、12月に岩手県盛岡市にある日の出会館にて創業。13坪の小さな店「ハンバーガーとサラダの店・べる」を開店（1973年1月に閉店）。
- 1972年（昭和47年）：岩手県盛岡市内にベル大通店を開店。
- 1973年（昭和48年） 木の皿にハンバーグ・サラダ・ライスを盛り付けた、のちのハンバーグディッシュの原型が誕生。
- 1976年（昭和51年）：「カウベルカンパニー株式会社」設立。
- 1977年（昭和52年）：福島県福島市内に開店。
- 1980年（昭和55年）：北海道札幌市内に西野店、伏古店を開店。
- 1983年（昭和58年）：フランチャイズ事業を開始（大阪府大阪市内、愛知県豊橋市内に開店）。
- 1985年（昭和60年）：本社を現住所（北海道札幌市白石区菊水6条3丁目1番26号）に移転。
- 1987年（昭和62年）：社名を「株式会社アレフ」に変更。
- 2009年（平成21年）：「外食産業を軸に環境問題への積極的な取り組み」の功績により北海道新聞文化賞を受賞[1]。

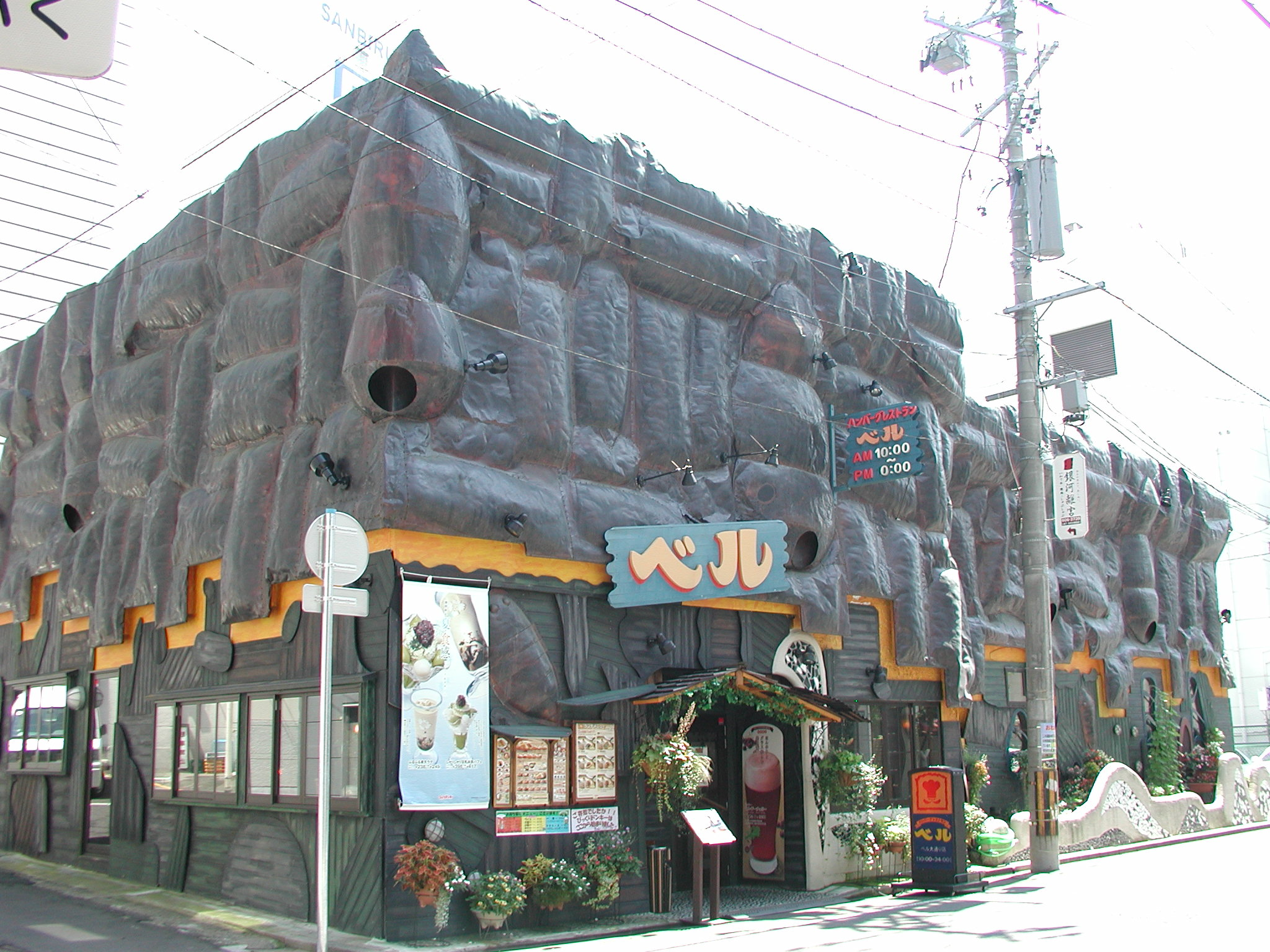
ハンバーグのベル大通店
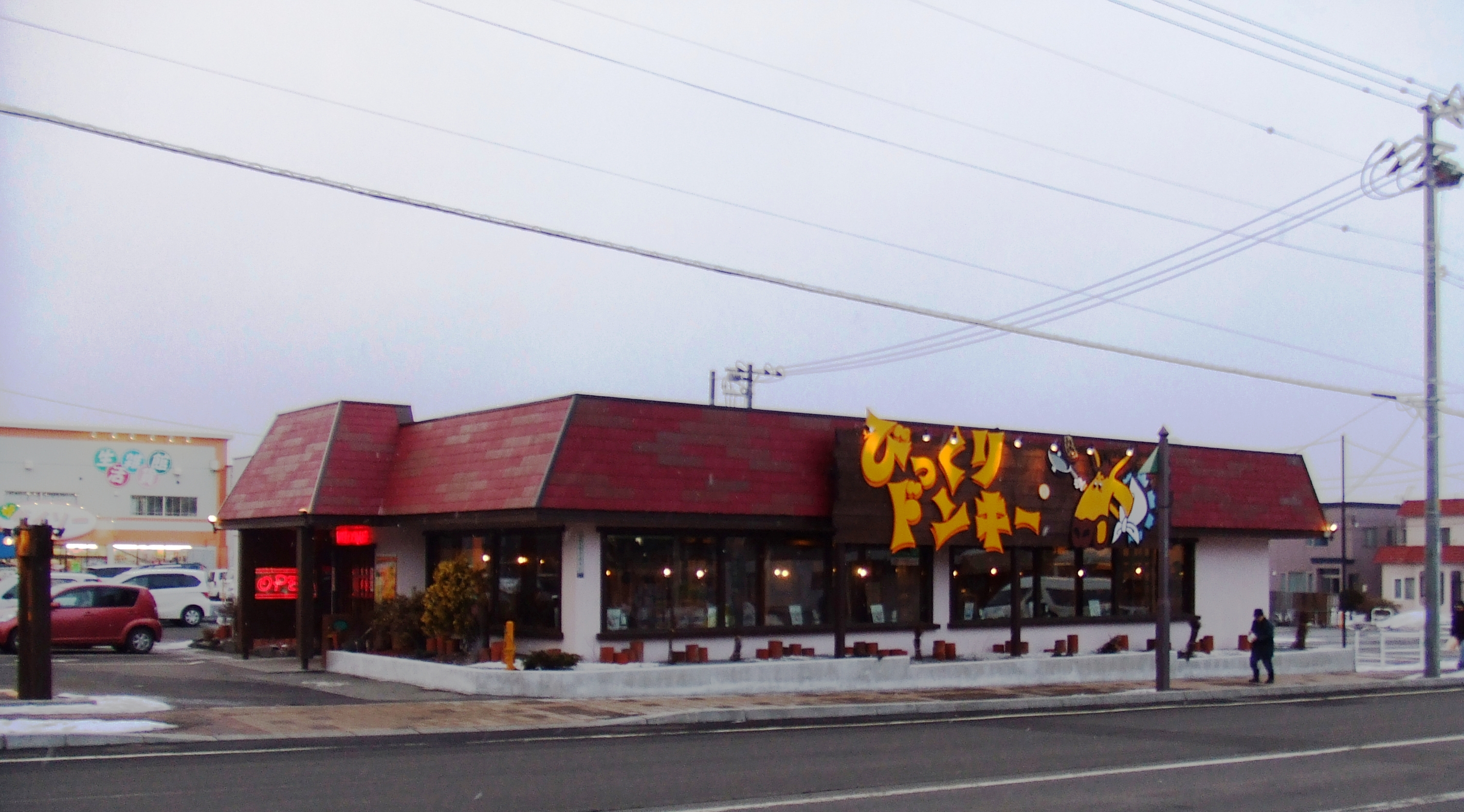
びっくりドンキー札幌西野店 （旧・ドナルドダック西野店）
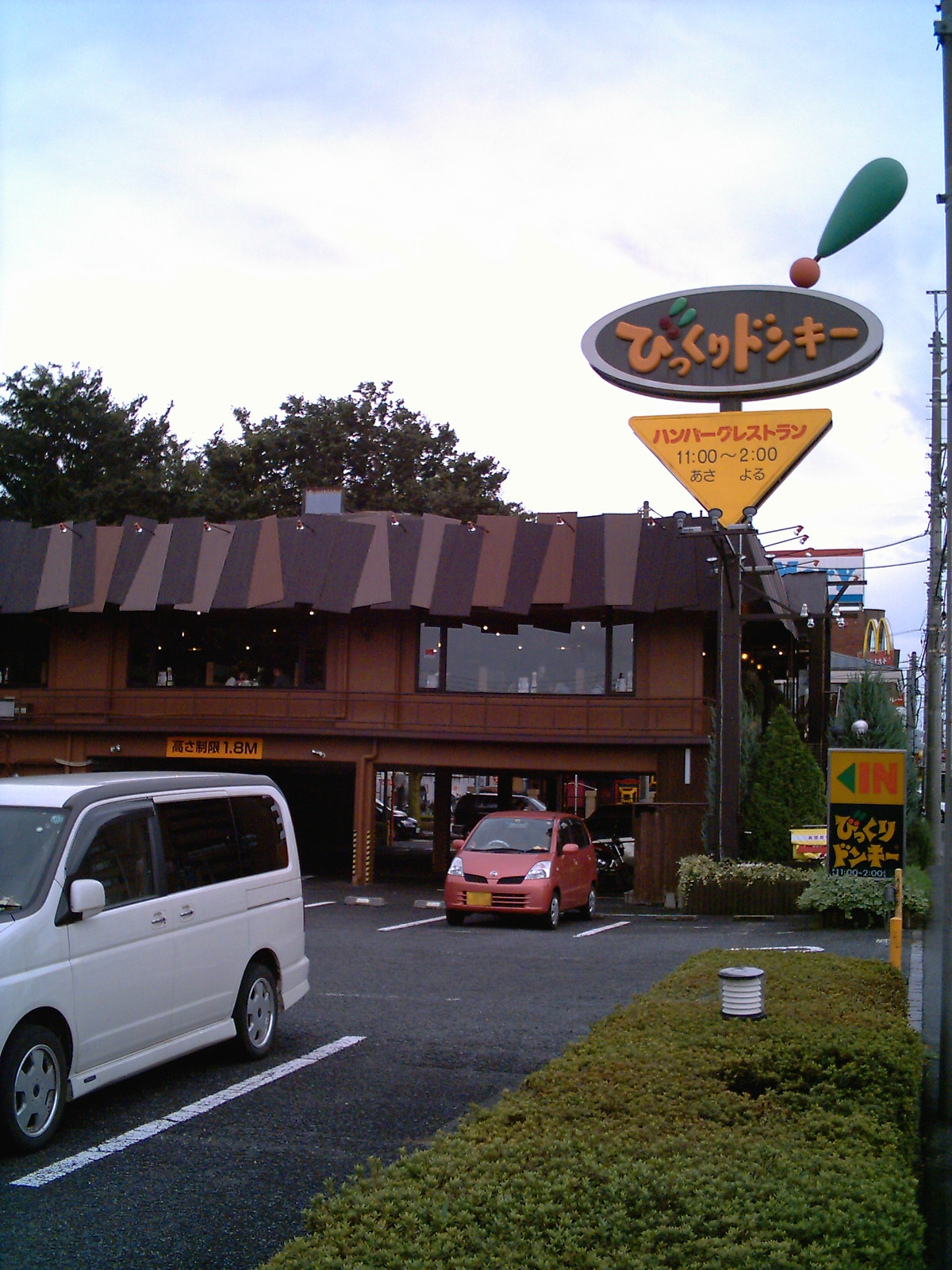
びっくりドンキー新所沢店
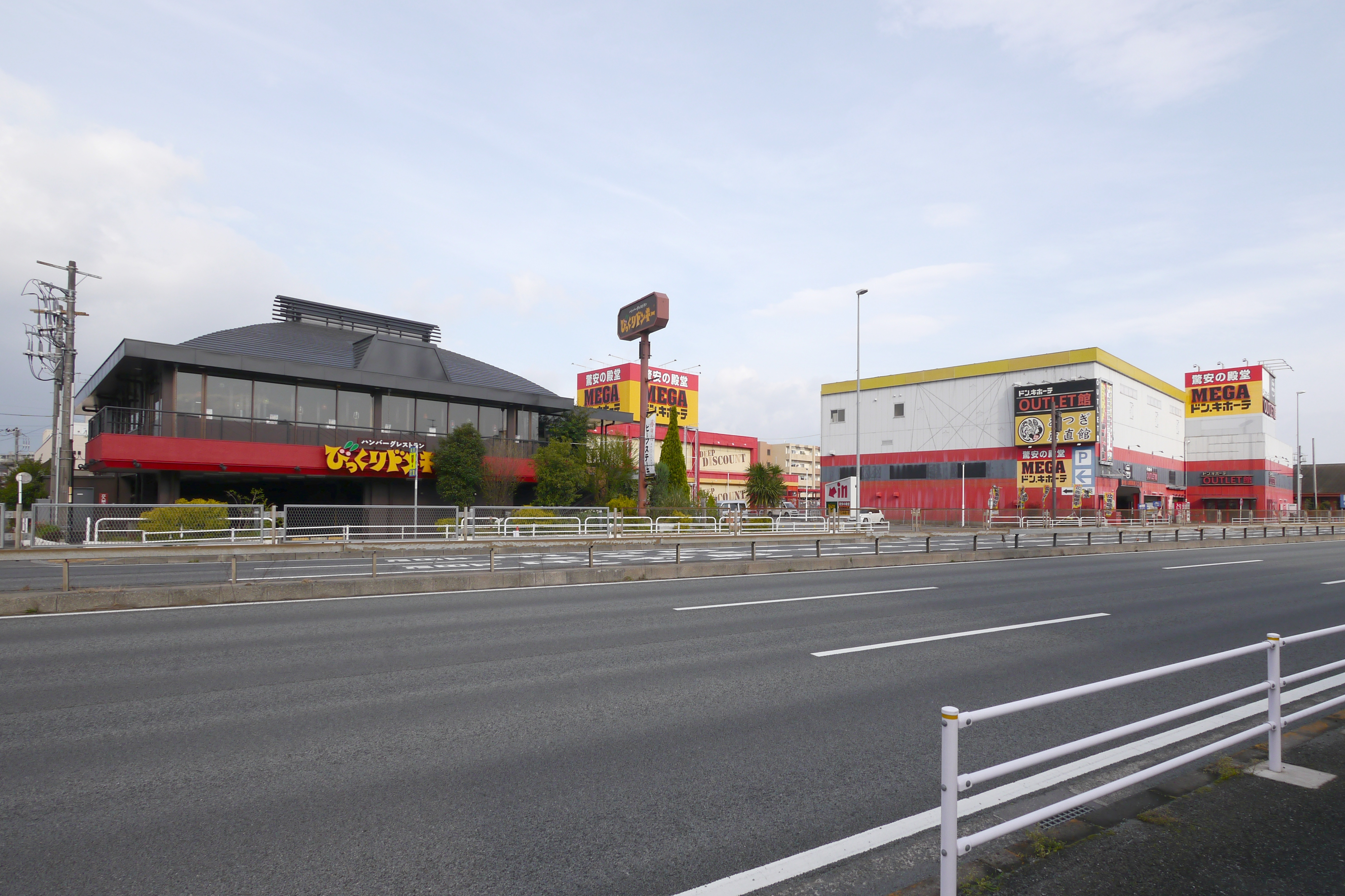
びっくりドンキー厚木妻田店
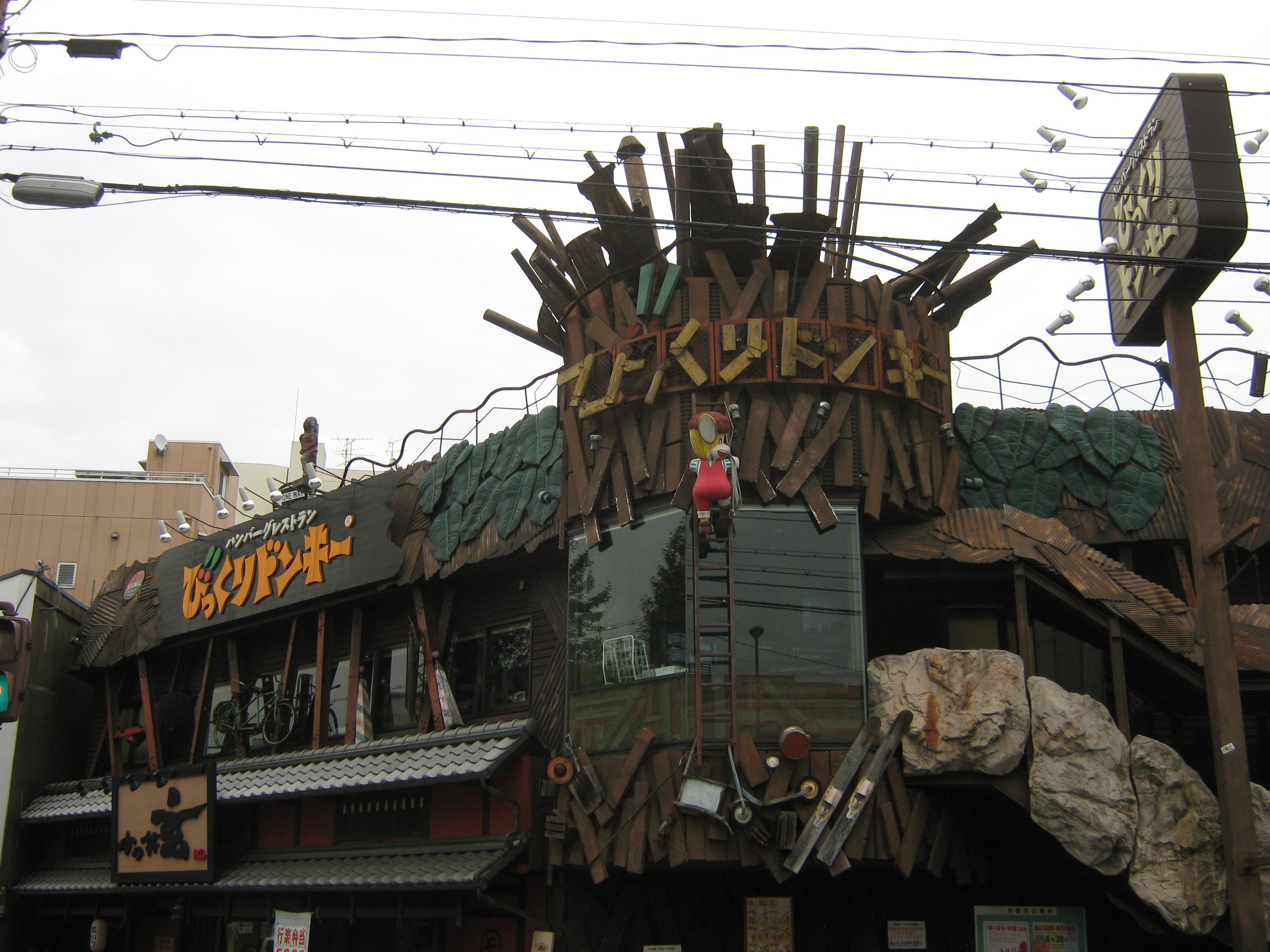
びっくりドンキー京都河原町店
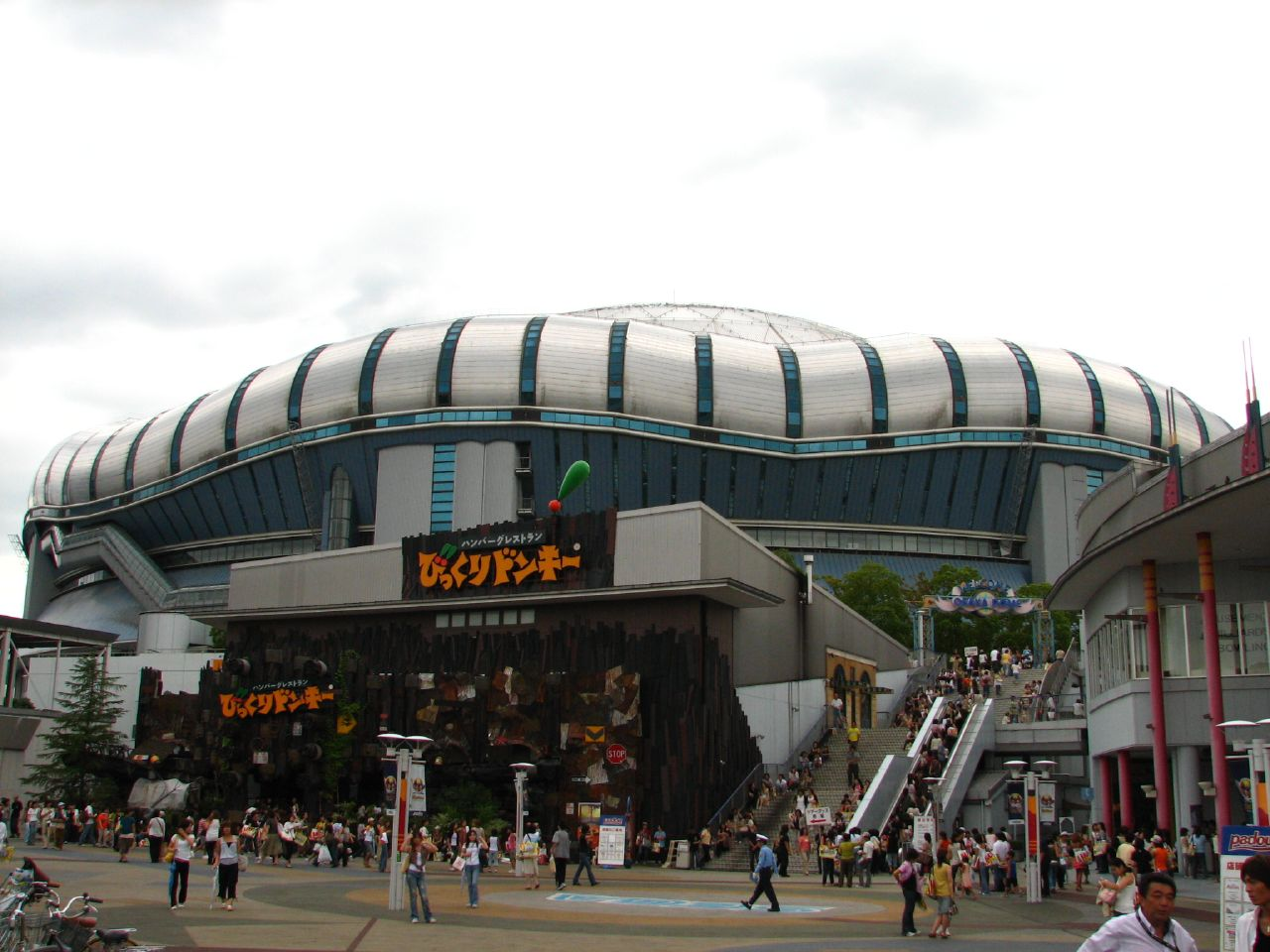
びっくりドンキー大阪ドームPa・dou店（2007年閉店）
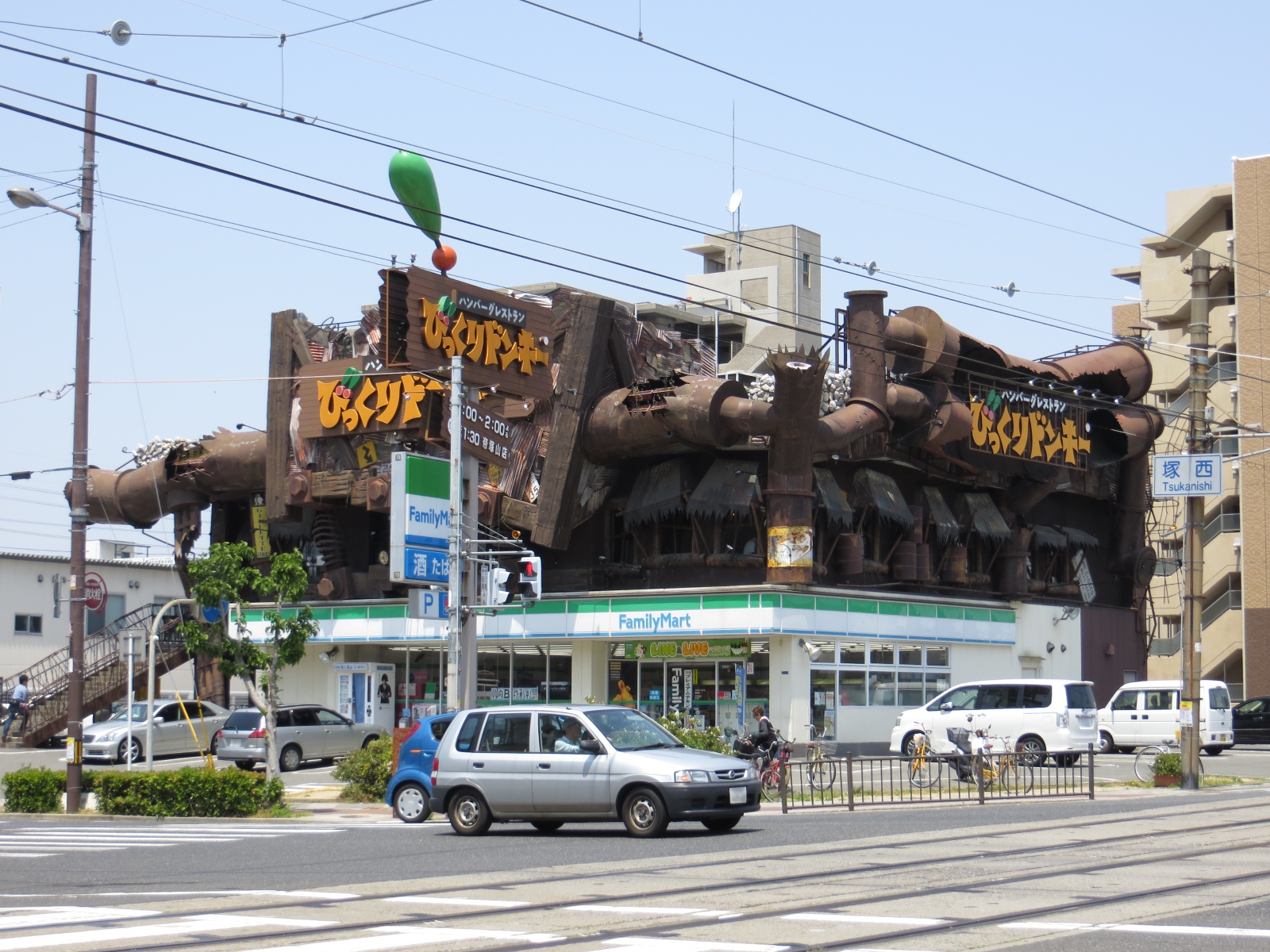
びっくりドンキー帝塚山店
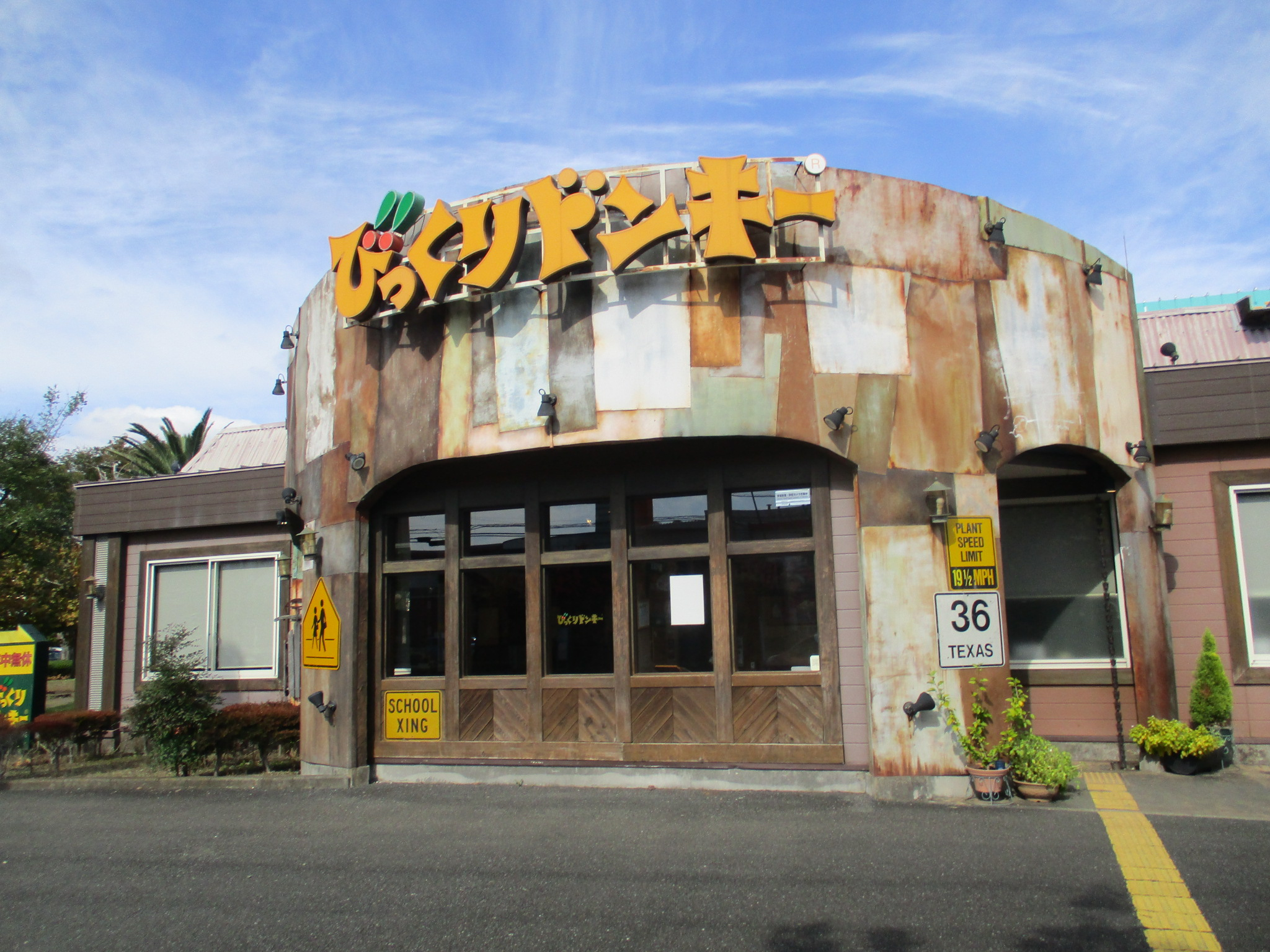
びっくりドンキー小田原店（フレスポ小田原シティーモール内）

## 主要商品

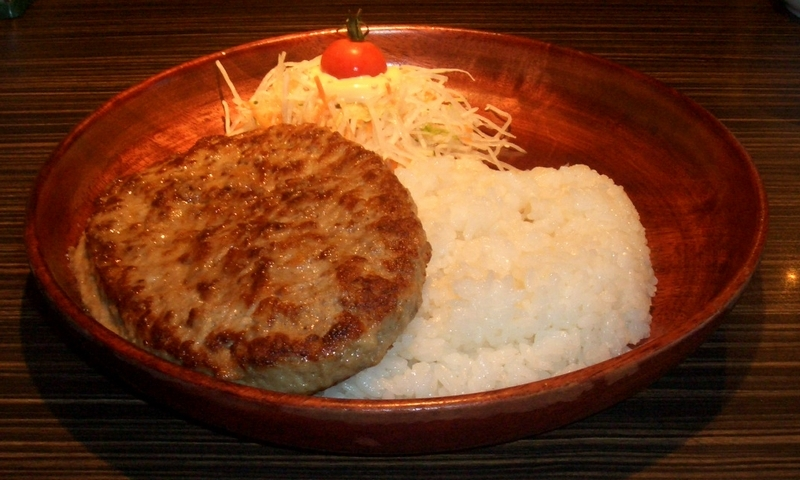
レギュラーバーグディッシュ

ハンバーグを中心に現在はサイドとドリンクメニューの充実が図られ、デザート系商品を中心に特徴的なネーミングが多い。
ハンバーグ
他店では多くの場合ナイフとフォークで食すが、肉質がやわらかく箸でも食せることが特徴である。基本のソースはデミグラスソースではなく、醤油ベースのオリジナルソース。
大皿1枚にハンバーグ、ライス、サラダを盛り付けるディッシュと、パレット型ステーキ皿にハンバーグ、フライドポテト、ステーキがあり、各々チーズ・エッグなどの各種トッピングが選択できる。
びっくりコーラ
トロフィーのような巨大グラスで提供される500mlのコーラである。
メリーゴーランド
パフェ。大部分を占めるソフトクリームの下に白玉が入っており、ポッキーとチョコチップクッキーがトッピングとしてデコレーションされ、ブルーベリー、マンゴー、イチゴ3種類のソースが選択できる。現在は販売していない。
ドンキークラシックサラダ
レタスミックスに、カニカマ、紫キャベツピクルスなどを載せたサラダである。ベーコンビッツと黒胡椒にソイドレッシングがトッピングされている。
2020年末までは紫キャベツピクルスではなくアスパラガスピクルスを使用しベルギーチコリをのせシーハーハーサラダとして販売していた。

### びっくりドンキー関連商品
びっくりドンキーカレー200g（レトルト）
持ち帰り需要へ向け市販用途に調整した商品。30種類以上の厳選したオリジナルスパイスを使用したスパイシーなカレーで、契約農家の厳選した牛肉の粗挽きを使用。
びっくりドンキーハヤシ180g（レトルト）
持ち帰り需要へ向け市販用途に調整した商品。
びっくりドンキーマヨネーズタイプ300g
ハンバーグディッシュの大根サラダに使用している、マヨネーズタイプのドレッシング。
びっくりドンキーソイドレッシング200ml
シーハーハーサラダ（前述のとおり、現ドンキークラシックサラダ）に使用しているドレッシング。

## 事業
2022年12月27日現在、未出店地域は鳥取県、島根県。びっくりドンキーを直営店131、フランチャイズ店210の341店舗、その他業態6店の計347店舗を展開する。
北海道伊達市に専属契約牧場があり、小樽市では地ビールの醸造と販売をはじめ関連グループ企業により他事業の経営も行っている。近年は環境事業にも力を入れ日本政策投資銀行より外食業界で全国初の環境格付最上位ランクの指定を受け、北海道工場は2008年6月に北海道省エネルギー・新エネルギー促進大賞で「省エネルギー大賞」を受賞した。

### アレフが直営する店舗・事業
- ハンバーグレストラン「びっくりドンキー」、「ベル」
- 自由にハンバーグのカスタマイズが楽しめる「Dishers」（ディッシャーズ）
- ビアパブ「小樽倉庫No.1」
- アジアンカフェ 「Gong cha」東京駅グランルーフフロント店
- 小樽ビールの製造販売
- エコロジーテーマガーデン「えこりん村」
- スペシャルティコーヒー豆の販売「TAPROOT coffee roasters」（タップルートコーヒーロースターズ）

### グループ企業による店舗・事業
カールスジュニアジャパン - ハンバーガーレストラン事業

### 過去の店舗・事業
- 生活雑貨の店「小樽運河 いやはやなんだ館だあった蔵本店」 - 2005年閉店
- 中華レストラン「十夜一夜」 - 2006年閉店
- レストラン「天空回廊」 - 2009年閉店
- ハンバーグ丼専門店「どんぶりドンキー[2]」靖国通り店（東京都新宿区新宿二丁目） - 2008年11月3日開店、2010年8月31日閉店
- 株式会社オリエントジオサービス[3]（北海道札幌市南区川沿）
- ローストビーフレストラン 「ハーフダイム」 - 2010年に全ての店舗を閉店し撤退
- イタリアンレストラン「ペペサーレ」 - 2020年に全店舗を閉店、撤退

### 工場
- 北海道工場 - 北海道恵庭市
- 岩手工場 - 岩手県盛岡市
- 福島工場 - 福島県伊達市
- 埼玉工場 - 埼玉県久喜市
- 大垣工場 - 岐阜県大垣市
- 大阪工場 - 大阪府摂津市
- 福岡工場 - 福岡県糟屋郡粕屋町
- ビール醸造所 - 北海道小樽市
- ローストファクトリー（コーヒー） - 北海道札幌市白石区

## フランチャイジー
- オカモトグループ
- サンパーク
- サンフィールド
- 元廣
- ヤマウチ

## 所属したスポーツ選手
過去に2選手が所属した。
- 及川佑（トリノオリンピック代表スピードスケート選手）
- 今野真太郎

コーチ・監督・マネージャーなど選手をサポートする専任スタッフが不在で総務部が問合せ窓口業務を担当する程度だったことから、積極的な情報公開も行わず外部にも応援活動等をしないと公言し広報も行っていなかった。しかし2006年のトリノオリンピック開幕と同時に急遽PDF形式にて自社ホームページ内にて情報公開を開始し、これを機に「スケート部」が発足する。
その後も社内報に選手情報は出すが、トリノオリンピックでの成績、大会出場（予定含む）スケジュールや成績を掲載せず、他のオリンピック出場選手所属企業のように選手を宣伝媒体とせず、国内大会では参加選手所属企業や大会スポンサー同様に「びっくりドンキー」名義の看板をコース沿いに掲出している。
2010年6月30日、「スケート部」を廃止する。及川は同年9月に大和ハウス工業へ移籍し、今野は引退して競輪選手へ転身を公表した。